# Seven Kingdoms II: The Fryhtan Wars
Seven Kingdoms II: The Fryhtan Wars é um jogo de computador de estratégia desenvolvido pela Enlight, e lançado em 1999. Seven Kingdoms II é a continuação do original Seven Kingdoms.
Fryhtan Wars permite que os jogadores acumulem ouro, comida, reputação, população, lealdade e espionagem.